# Himmelreich (Schladminger Tauern)
Das Himmelreich (wohl ein Himmel-Flurname‚ gewölbte Flur, Kuppe‘) ist ein Berg (2500 m ü. A.) in den Schladminger Tauern, die zu den österreichischen Zentralalpen gehören.
Der Gipfel steht etwa einen Kilometer südlich der Hochwildstelle, die mit ihren 2747 m und ihren mächtigen Felswänden den Ostteil des Gebirges dominiert. Der für ein Kristallin-Gebirge relativ scharfe Kamm des Himmelreichs verläuft etwa Nord-Süd. Er beginnt mit der Wildlochscharte an der Südflanke der Hochwildstelle und erreicht einen Kilometer weiter im Schneider (2328 m) den letzten Gipfel vor dem Steilabfall zur Preintalerhütte (1657 m).
Das Schladminger Tauerngebirge ist als „Urgestein“ außerordentlich reich an Wasser und Bergseen, und auch das Himmelreich besitzt mehrere davon an seinen Kar-artigen Flanken: den Wildlochsee, den Trattensee, einige kleine Seen nahe der Trattenscharte, und mehrere Wasserfälle.